# Campaniile militare ale lui ’Aḥmad ibn Ṭūlūn
Campaniile militare ale lui ’Aḥmad ibn Ṭūlūn reprezintă o serie de campanii de expansiune teritorială în Siria, dar și de expediții întreprinse împotriva bizantinilor. În timp ce califatul ‘abbāsid era ocupat cu înăbușirea rebeliunii zanǧilor din sudul Irakului, califul al-Mu‘tamid îi încredințează lui ’Aḥmad ibn Ṭūlūn apărarea  Šāmului ca urmare a sporirii atacurilor bizantinilor la frontiera disputată cu califatul ‘abbāsid numită aṯ-ṯuġūr.

## Ascensiunea sclavilor de origine turcică
Procesul de suprimare a armatei tribale arabe și de profesionalizare a instituției militare, categorie rezervată cu preponderență grupurilor etnice periferice, a luat amploare între 830-840.În a doua jumătate a secolului IX , califatul din Bagdad , precum și aparatul de stat erau dominate de persani și de arabi, iar armata era formată din sclavi de origine turcică. Califul al-Mu‘taṣim începe să se gândească la un alt grup etnic pe care să se poată baza în campaniile militare, altul decât persanii ale căror revolte izbucniseră încă din perioada ’umayyazilor și care urmăreau să reînvie gloria Imperiului Sasanid, culminând cu revolta lui Bābak Al-Ḫurrami din Azerbaidjan care s-a întins de-a lungul a două decenii și în timpul căreia au pierit mulți soldați până ce califul a reușit să o suprime. Grupul etnic la care se gândise, cunoscut în epocă pentru priceperea în mânuirea sabiei, era reprezentat de sclavii turci, din ce în ce mai numeroși în Bagdad.  S-au cumpărat astfel foarte mulți sclavi din Samarkand, Fergana și Ashrusna, regiuni din Asia Centrală, numărul acestora ajungând la optsprezece mii. Aceștia proveneau din rândul triburilor turcești nomade, barbari care intraseră în conflict cu populația Bagdadului, ceea ce l-a determinat pe calif să ridice un oraș, Samarrā’, pentru a pune capăt tensiunilor dintre cele două părți, mutând centrul de putere în noul oraș care va rămâne capitala califatului ‘abbasid până la sfârșitul domniei califului Al-Mu‘tamid.  Prin devotamentul, curajul și forța lor fizică, le-au câștigat încrederea marilor generali și în special pe cea a califilor care credeau că se pot baza mai degrabă pe sprijinul lor decât pe cel al arabilor sau pe cel al persanilor printre care trăiau și care se implicaseră până la acea vreme într-o mare măsură în administrarea califatului. Nu de puține ori reușiseră sclavii tineri de origine turcică să-și recapete libertatea prin devotamentul cu care își slujeau stăpânii și să ocupe poziții înalte la palat astfel că devenind din ce în ce mai greu pentru califi să-i liniștească pe guvernatorii locali care se răzvrăteau, aceștia erau nevoiți să le acorde anumite privilegii și drepturi asupra provinciilor pe care le administrau, ceea ce a dus treptat la înlăturarea de către califi a celor mai puternici dintre proprii supuși și acordarea încrederii lor acestei categorii de sclavi care puteau interveni în acest fel în chestiunile interne ale palatului. Cei din urmă au adoptat limba și religia puterii califale , au studiat științele și politica eliberându-se astfel de sub jugul sclaviei, iar odată ce devin apți pentru preluarea unor sarcini importante sau pentru ocuparea unor funcții înalte la palat ajung să administreze și provincii de mare însemnătate pentru califat. Din rândul acestora provenea și Ṭūlūn, turc din tribul Taghaz-ghan (Taġāz Ġān /ar. تغاز غان ) care fusese trimis în dar împreună cu alții de către guvernatorul din Buḫārā califului Al-Ma’mūn în anul 815 și care avea să fie numit într-o funcție înaltă la curtea califului.Fiul acestuia, ’Aḥmad, viitorul guvernator al Egiptului, se naște în 835. Își începe cariera militară luptând în armata califală. Vizitează de mai multe ori orașele Ṭarsūs și Samarrā’ pentru desăvârșirea studiilor religioase și militare. Odată ajuns acolo, se va apleca asupra studierii  unor discipline precum limba și literatura arabă, Coranul, jurisprudența islamică, filosofia, legea islamică în acord cu prescripțiile școlii marelui ’imām ’Abū Ḥanīfa.

## Anexarea Siriei
Administrarea Egiptului și a celorlalte provincii din vest este încredințată fiului califului, Ğa‘far al- Mufawwiḍ al cărui aghiotant devenise Ibn Ṭūlūn. Califul al-Mu‘tamid, ajuns la putere în 870, împarte imperiul, partea de vest revenind fiului său cel mic, al-Mufawwiḍ, iar partea de est fratelui său, al-Muwaffaq, care guverna în calitate de regent al califului. Ibn Ṭūlūn își consolidează poziția, intrând în conflict cu al-Muwaffaq. Prin reducerea tributului datorat Bagdadului, Ibn Ṭūlūn reușește să adune o avere considerabilă. Cu banii agonisiți astfel, ridică o nouă capitală, orașul-fortăreață al-Qaṭā’i‘ și profitând de diferite ocazii, pune bazele unei armate puternice, bine-pregătite, care dispunea de cele necesare în lupte, armată formată din sclavi de origine turcică, greci, sudanezi.
Conflictul dintre cei doi a izbucnit când regentul al-Muwaffaq care lupta împotriva rebelilor  ṣaffārizi și a zanǧilor, constrâns de împrejurări, îi scrie lui Ibn Ṭūlūn, solicitându-i sprijin financiar. Temându-se de al-Muwaffaq, califul însuși îi scrie lui Ibn Ṭūlūn, cerându-i acestuia să nu-i trimită bani, avertizându-l totodată de intențiile răuvoitoare ale fratelui său. Ibn Ṭūlūn îi trimite însă 1 200 000 de dinari, sumă deloc satisfăcătoare pentru regent.  Acesta din urmă se revoltă și ca urmare a unei ofense venite din partea lui Ibn Ṭūlūn, hotărăște să-l înlăture și să-l înlocuiască. Îl numește pe ’Amāǧūr at-Turki, care era la acea vreme guvernatorul Siriei, guvernator al Egiptului și trimite trupe din Irak pentru a-și impune voința. Eșuează însă, armata întorcându-se fără sorți de izbândă. Moartea guvernatorului la scurt timp de la numirea sa îi oferă lui Ibn Ṭūlūn prilejul de a ocupa Siria, ceea ce a și făcut în 878 fără a întâmpina dificultăți. Deși în anul 870 pornise o campanie, aparent în numele califului, de cucerire a Siriei,  califul îi ordonă să se retragă. A doua oară însă este mai norocos, reușind să anexeze Siria Egiptului. 
Înaintând prin Siria, cucerește o serie de orașe, printre care Damasc (دمشق) , Homs( حمص )  , Hama (حماة)  și Alep (حلب) 
Întâmpină însă rezistență din partea guvernatorului Alepului, Sīmā aṭ-ṭawīl, care se refugiase în Antiohia. Ibn Ṭūlūn lansează un atac asupra orașului în timpul căruia guvernatorul este ucis, posibil și ca urmare a unei trădări din interior.
Pornește apoi spre Ṭarsūs . Prezența numeroasei sale armate în oraș duce la creșterea prețurilor astfel că locuitorii îi cer fie să părăsească orașul, fie să reducă numărul de soldați. Cum incidentul amenința să ia amploare, Ibn Ṭūlūn părăsește orașul sub pretext că retrăgându-se la insistențele populației, le dovedește bizantinilor că Ṭarsūs nu poate fi asediat cu ușurință. Acesta grăbea însă întoarcerea în Egipt unde fiul său al-‘Abbās se răzvrătise. 
Pornește spre Egipt cu 600 000 de dinari pe care îi obținuse cu forța de la Ibn al-Mudabbir, însărcinat cu perceperea taxelor în Siria, dar nu înainte de a lăsa trupe la Raqqa, Ḥarrān și Damasc. 
Înainte de începerea campaniei de cucerire a Siriei, acesta îi încredințase administrarea Egiptului fiului său, al-‘Abbās care se lasă manipulat de apropiații săi din rândul soldaților și profită de absența tatălui său pentru a-l înlocui. După ce golește vistieria statului, al-‘Abbās părăsește orașul al-Fusṭāṭ în fruntea trupelor formate din 800 de cavaleri și 10 000 de pedestrași, îndreptându-se spre Barqa..
Rămânând fidel intereselor califului, vizirul al-Wāsiṭī îi dă de știre lui Ibn Ṭūlūn . Deși acesta din urmă încearcă să-l convingă să renunțe, făgăduindu-i că-l va ierta, al-‘Abbās rămâne nepăsător și hotărăște să invadeze Ifriqiya. Pretinzând că fusese numit guvernator al regatului nord- african de califul al-Mu‘tamid, îi cere aġlabidului Ibrāhīm II să abdice în favoarea sa. Acesta refuză și trimite trupe din rândul cavaleriei  împotriva sa care-l ajung din urmă la Leptis Magna, dar este evitată o confruntare între cele două părți. După ce a prădat orașul, deși guvernatorul acceptase să i se predea, asediază Tripoli. Guvernatorul orașului, liderul ibadit Ilyās Manṣūr al-Nafūsi, opune rezistență și cu ajutorul întăririlor trimise de Ibrāhīm II îi pune pe fugă pe răzvrătiți.
În cele din urmă, este capturat de trupele tatălui său și adus la Fusṭāṭ unde este obligat, după câte se pare, să asiste la execuția celor care se răzvrătiseră, fiind apoi biciuit și aruncat în închisoare, pierzând astfel orice drept de a-l succeda la tron pe tatăl său. 
Vrajba dintre Ibn Ṭūlūn și al-Muwaffaq se adâncește când cel din urmă îl atrage de partea sa pe Lu’lu’, comandantul trupelor egiptene de la granița cu Raqqa. Acesta se alătură taberei adverse, izgonindu-l pe Ibn Ṣafwān, trimisul lui Ibn Ṭūlūn, din Circesium( al-Qarqisiya, ar. قرقيسيا). Al-Muwaffaq deținea întreaga putere în Irak, influența sa negativă răsfrângându-se și asupra fratelui său, al-Mu‘tamid, care încearcă în 882 să i se alăture lui Ibn Ṭūlūn care îi oferise protecție, urmărind în acest fel să fie scutit de dările anuale pe de o parte, iar pe de altă parte să scape de influența regentului. Prezența califului sub protecția lui Ibn Ṭūlūn avea să schimbe fără îndoială statutul guvernatorului și într-o anumită măsură viitorul califatului și al Egiptului. Califul este însă prins în drumul său spre Egipt și adus la Samarrā’.

## Adunarea de la Damasc
Ibn Ṭūlūn cere guvernatorului de la Damasc să convoace judecători și juriști într-o adunare care să proclame actul de destituire a regentului și de îndepărtare a acestuia de la succesiunea la tron, ca urmare a purtării sale față de fratele său, califul.
Delegația egipteană îl avea în frunte pe Bakkār ibn Qutayba care ocupa funcția de judecător de mai bine de douăzeci de ani și se bucura de o bună reputație. Acesta, sprijinit de doi egipteni refuză să semneze declarația, punând la îndoială motivele evocate de Ibn Ṭūlūn. Ca urmare a refuzului său, este aruncat în închisoare unde avea să-și petreacă tot restul zilelor, păstrându-și însă funcția. Dacă nu ar fi fost angajat în lupta împotriva zanǧilor, îndrăzneala lui Ibn Ṭūlūn ar fi fost aspru pedepsită de al-Muwaffaq.

## Expedițiile împotriva bizantinilor
Guvernatorul egiptean are mai mult noroc la granița de nord-vest. Relațiile cu împăratul bizantin se deterioraseră astfel că Ḫalaf, comandantul din Ṭarsūs, întreprinde o incursiune din care iese învingător, întorcându-se cu o pradă considerabilă.
În 883 bizantinii aflați sub conducerea lui Kesta Styypiotes suferă o nouă înfrângere în apropiere de Ṭarsūs în urma confruntării cu trupele lui Ibn Ṭūlūn, confruntare în care și-au pierdut viața, menționează sursele, nu mai puțin de 60 000 de creștini. Eunucul care a condus armata spre victoria zdrobitoare, Yāzamān al-Ḫādim, se întoarce împotriva lui Ibn Ṭūlūn care urmărind să se răzbune, pornește spre Ṭarsūs. Pentru a-l alunga pe Yāzamān din Ṭarsūs, asediază orașul în toamna anului 883. Eunucul schimbă direcția râului Baradān, mulți dintre soldați pierind înecați. Ibn Ṭūlūn se retrage la Adana, apoi la Mopsuestia (ar. al-Maṣṣīṣa). Se îmbolnăvește  și este adus în Egipt în stare gravă la sfârșitul anului 883. Moare în orașul al-Fuṣtāt în mai 884.